# Henri-Joseph Gouchon
Henri-Joseph Gouchon est un astrologue français né le 1er mars 1898 à Roure dans la province de Turin et mort à Pornichet le 5 octobre 1978,. Ingénieur en électricité devenu astrologue à la trentaine, il publia en 1935 un Dictionnaire Astrologique resté célèbre. Henri Joseph Gouchon était un fervent partisan des directions primaires, auxquelles il accordait plus d'importance qu'aux transits, et il est à l'origine de l'indice de concentration des planètes lentes longuement analysé par la suite par André Barbault. Henri Joseph Gouchon a eu pour élève Elizabeth Teissier;.